# Det er koldt og der er skind på
Det er koldt og der er skind på er en dansk kortfilm fra 2013 instrueret af Kasper Schlüter efter eget manuskript.

## Handling
Filmen handler om kærlighed mellem mennesker, der ikke kan finde ud af at elske. Ole prøver at gennemskue virkeligheden og komme helskindet igennem livet. Han ønsker at kunne se sig selv i øjnene og leve i en enklere verden, men det er svært, når man er to.